# Ashutosh Rana
Ashutosh Rana (Ashutosh Jaisingh Rana, ur. 10 listopada 1964 w Gadarwarze) – bollywoodzki aktor filmowy. Czterokrotnie nagrodzony za negatywne role w Sangharsh i Dushman.

## Filmografia
- Loveyapa (2025)[2]
- Chaava (2025)[2]
- Kaushaljis vs Kaushal (2025)[2]
- Fighter (2024)[2]
- Pathaan (2023)[2]
- War (2019)[2]
- Chicken Curry Law (2019[3])

- Coffee House (2008[4])
- Awarapan (2007) – Malik
- Bangaram (2006) – Bhooma Reddy
- Kalyug (2005) – Farid
- Shabnam Mausi (2005) – Shabnam mausi
- Ab Tumhare Hawale Watan Saathiyo (2004) – Sikandar Khan
- Chot (2004) – Kishan Yadav
- Venky (2004)
- Dil Pardesi Ho Gayaa (2003) – Major Ram
- LOC Kargil (2003) – Yogender Singh
- Sandhya (2003) – Dr. Singhania
- Sssshhh (2003) – Inspector Akash Rathod
- Haasil (2003) – Gauri Shankar
- 2 October (2003) – Karan Abhyankar
- Karz: The Burden of Truth (2002) – Rajpal Thakur
- Annarth (2002) – Raghav
- Gunaah (2002) – Ex-Havaldar Madhusudan Gokhale "Uncle"
- Ab Ke Baras (2002) – Tejeshwar Singhal
- Danger (2002) – Nainesh
- Ansh: The Deadly Part (2002) – Sukhdev Singh
- Raaz (2002) – profesor Agni Swaroop
- Guru Mahaaguru (2001) – Gautam
- Kasoor (2000) – inspektor Lokhande
- Tarkieb (2000) – Major/Dr. Kamal Dogra
- Badal (2000) – DIG Jai Singh Rana
- Laado (2000)
- Bestia (1999) – Abdul
- Sangharsh (1999) – Lajja Shankar Pandey
- Zakhm (1998) – Subodh Malgaonkar
- Ghulam (1998) – Agrawal, Shyamsundar
- Dushman (1998) – Gokul Pandit
- Krishna Arjun (1997) – Billoo Singh (syn Shamshera)
- Sanshodhan (1996) – urzędnik w biurze VDO
- Swabhimaan (1995) TV Serial .... Tyagi